# 椎野若菜
椎野 若菜（しいの わかな、1972年3月- ）は、日本の文化人類学者。専門は社会人類学、東アフリカ民族誌学。
東京外国語大学アジア・アフリカ言語文化研究所准教授。博士（社会人類学）。

## 学歴
- 1994年3月 成城大学文芸学部文化史学科卒業
- 1998年3月 東京都立大学 (1949-2011)大学院社会科学研究科社会人類学専攻修士課程修了
- 2002年3月 東京都立大学大学院社会科学研究科社会人類学専攻博士課程単位取得退学
- 2005年2月 博士（社会人類学）の学位を取得

## 職歴
- 1998年4月　日本学術振興会特別研究員【DC1】
- 2002年4月　日本学術振興会特別研究員【PD】
- 2002年4月　青山学院大学 非常勤講師
- 2002年4月　立正大学 非常勤講師
- 2003年4月　内閣府海外青年の船指導官
- 2005年4月　東洋英和女学院大学 非常勤講師
- 2007年4月　お茶の水女子大学 非常勤講師
- 2006年4月　東京外国語大学アジア・アフリカ言語文化研究所 助手
- 2010年4月　同 准教授

## 著書
- 『結婚と死をめぐる女の民族誌―ケニア・ルオ社会の寡婦が男を選ぶとき』世界思想社、2008
- 『やもめぐらし―寡婦の文化人類学』（編著）明石書店、2007